# Malo Bavanište
Malo Bavanište (cyr. Мало Баваниште) – wieś w Serbii, w Wojwodinie, w okręgu południowobanackim, w gminie Kovin. W 2011 roku liczyła 332 mieszkańców.